# Szczelina w Krętych Skałach Druga
Szczelina w Krętych Skałach Druga – schron skalny w Kozłowych Skałach w zachodnim zboczu Doliny Szklarki na Wyżynie Olkuskiej. Znajduje się miejscowości Szklary w województwie małopolskim, w powiecie krakowskim, w gminie Jerzmanowice-Przeginia.

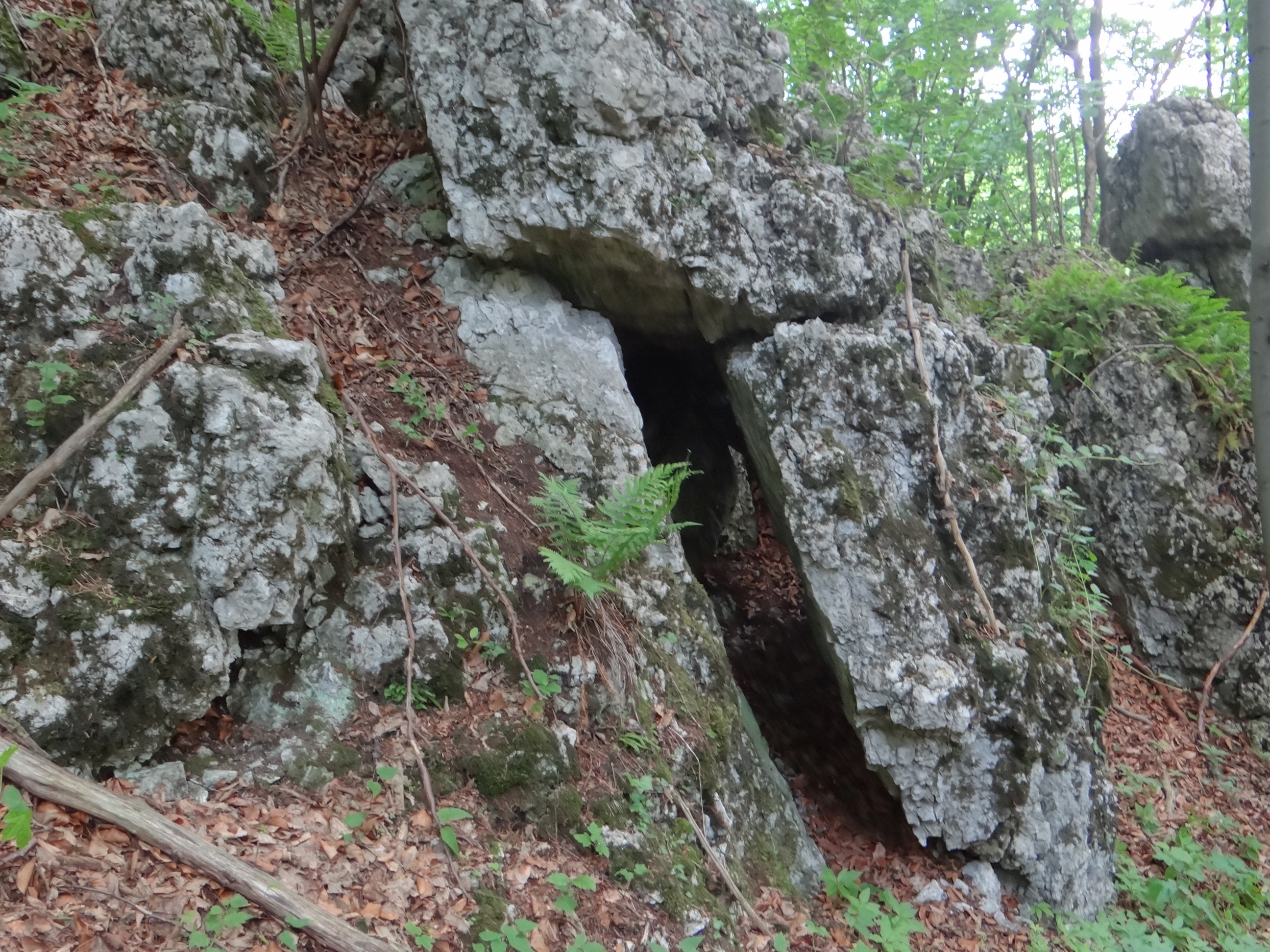
Otwór główny

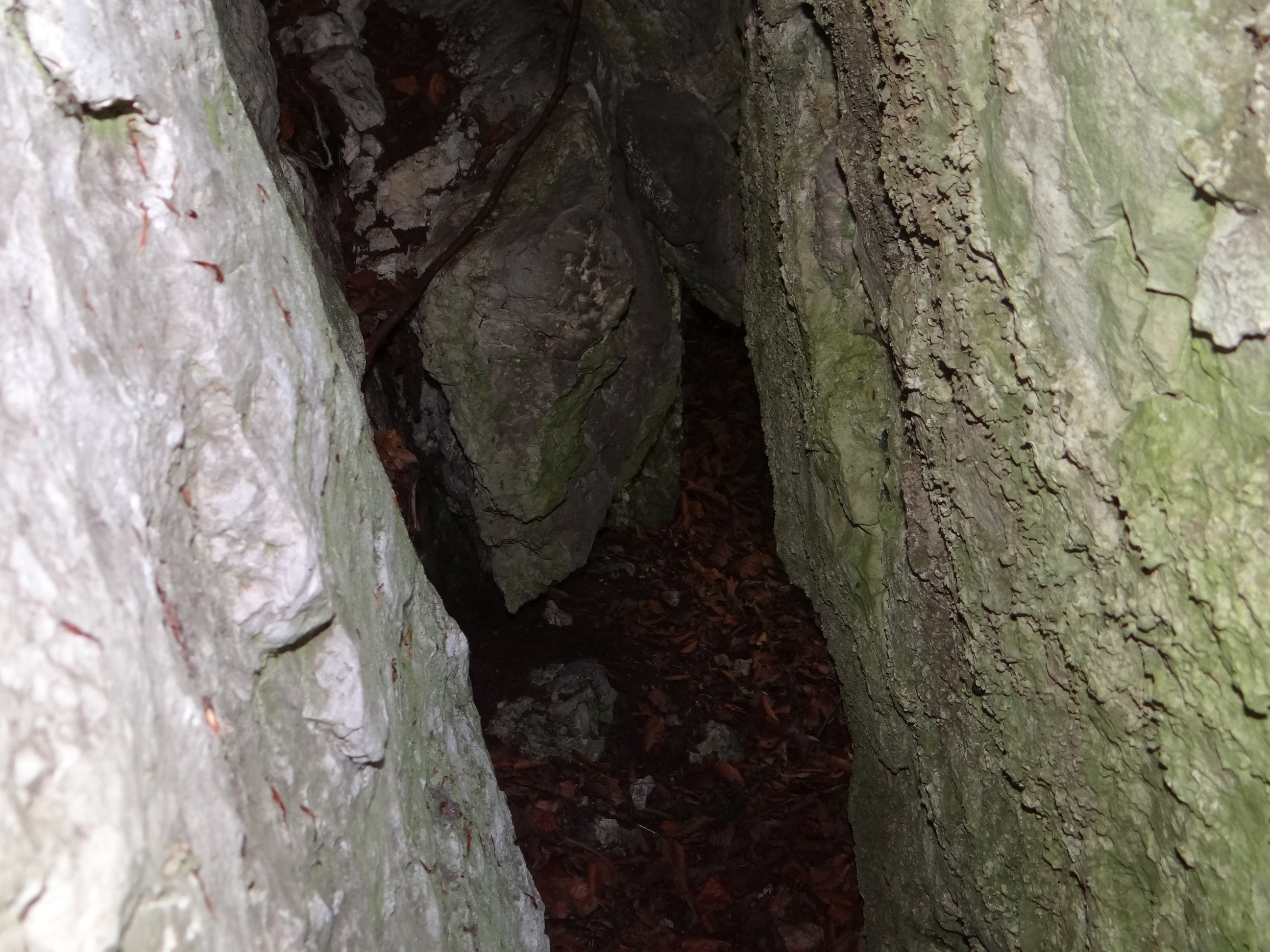
Korytarzyk

## Opis obiektu
Znajduje się w niewielkiej skale powyżej skały Torba – najdalej na południe wysuniętej, obitej ringami skały wspinaczkowej Kozłowych Skał. Ma 3 otwory. Główny o południowej ekspozycji ma postać pionowej szczeliny o wysokości 1,6 m i szerokości 0,3 m. Ciągnie się za nim krótki szczelinowy korytarzyk, po drugiej stronie wychodzący otworem o rozmiarach 0,6 m × 0,6 m. Otwór ten znajduje się na poprzecznej szczelinie. Ponadto od korytarzyka odbiega pionowa szczelina uchodząca w górnej części skały trzecim otworem.
Schron powstał w wapieniach z jury późnej na grawitacyjnej szczelinie ciosowej między głównym masywem skały, a przesuniętym blokiem skalnym. Jego strop tworzy inny, nasunięty blok skalny. Jest w całości oświetlony rozproszonym światłem słonecznym. Na jego ścianach i stropie miejscami występują nacieki jaskiniowe w postaci grzybków i ospy krasowej. Namulisko jest bardzo skąpe, złożone głównie z wapiennego rumoszu i gleby. Przed otworem rosną rośliny zielne, na ścianach mchy, glony i porosty. Ze zwierząt obserwowano pająka sieciarza jaskiniowego Meta menardi.

## Historia dokumentacji
Obiekt nie był dotąd opisywany w literaturze. Po raz pierwszy zbadała go i opisała Izabela Luty przy współpracy z H. Namirskim w kwietniu 2014 r. Plan opracowała I. Luty.
W pobliżu, nieco poniżej znajduje się Korytarz w Krętych Skałach.